# Thomas-Barthélemy Le Couteulx
Pour les autres membres de la famille, voir Famille Le Couteulx.
Thomas-Barthélemy Le Couteulx de La Noraye, seigneur de Farceaux et de Suzay, né le 28 février 1714 à Rouen et mort en 1791, est un magistrat et banquier français.

## Biographie
Appartenant à une ancienne et honorable famille de banquiers établis à Rouen, Paris et Cadix, Thomas-Barthélemy Le Couteulx est le fils du négociant Barthélémy Le Couteulx de La Noraye, juge-consul de Rouen, et de Marie-Anne Bouette.
Il est d’abord conseiller au Parlement de Normandie et devint, en 1767, premier président de la Chambre des comptes, aides et finances de Normandie jusqu'à la suppression de cette juridiction, en 1790.
Magistrat intègre et d’une haute capacité, il eut constamment l’estime et la considération du corps éminent dont il était le chef, ainsi que de toute la cité, qui savait apprécier son mérite.
On a de lui plusieurs discours prononcés à la cour des comptes et une lettre concernant les assemblées provinciales. Cette lettre, adressée à Necker en 1788, a été imprimée la même année.
Il épouse Marie Catherine Garnier, fille du négociant Philippe Nicolas Garnier et de Marie-Anne Daru Drevet du Plantier. Son fils Jean-Barthélémy Le Couteulx de Canteleu est parmi les fondateurs de la Banque de France dont il fut nommé régent par Bonaparte ; sa fille Marie Louise Aimée Le Couteulx de La Noraye épousera son cousin maire de Rouen Antoine Le Couteulx de Verclives.

## Source
- Théodore-Éloi Lebreton, Biographie rouennaise, Rouen, Le Brument, 1865, p. 219-20